# Deori (ort)
Deori är en ort i Indien.   Den ligger i distriktet Raipur och delstaten Chhattisgarh, i den centrala delen av landet, 1 000 km sydost om huvudstaden New Delhi. Deori ligger 267 meter över havet och antalet invånare är 12 286.
Terrängen runt Deori är platt åt nordost, men åt sydväst är den kuperad. Runt Deori är det ganska tätbefolkat, med 111 invånare per kvadratkilometer. Det finns inga andra samhällen i närheten. Omgivningarna runt Deori är en mosaik av jordbruksmark och naturlig växtlighet.